# Europese kampioenschappen kyokushin karate 2003 (IKO Matsushima)
De Europese kampioenschappen kyokushin karate 2003 waren door de International Karate Organisation Matsushima (IKO) georganiseerde kampioenschappen voor kyokushinkai karateka's. De derde editie van de Europese kampioenschappen vond plaats in het Belgische Antwerpen.

## Resultaten
| Gewichtsklasse | Goud             | Zilver              | Brons                         |
| -------------- | ---------------- | ------------------- | ----------------------------- |
| Lichtgewicht   | Akihiro Shimzu   | Kanat Rahimov       | Mark Goodwin Krzysztof Loboda |
| Middengewicht  | Takeshi Miyagi   | Alessandro Polimeno | Robert Kiss Sergey Khalin     |
| Zwaargewicht   | Miguel Fernandez | Igor Struikhin      | Domingo Quinones Peter Vamosi |